# Franz Strzoda

Franz Strzoda

Franz Strzoda (* 6. August 1857 in Rosenberg bei Neustadt, Oberschlesien; † 1928 in Deutsch Müllmen bei Oberglogau) war ein deutscher Politiker (Zentrum).

## Leben und Wirken
Strzoda wurde als Sohn eines katholischen Bauerngutsbesitzers in Schlesien geboren. Nach dem Besuch der Volksschule und des Gymnasiums – bis zur Obertertia – in Leobschütz arbeitete er in der Landwirtschaft. Später gehörte er dem Kaiser-Franz-Garde-Grenadier-Regiment in Berlin an, bevor er 1880 den Betrieb seiner Eltern im schlesischen Kreis Deutsch-Müllmen übernahm. Im Laufe der Jahre beteiligte Strzoda sich am Aufbau des Schlesischen Bauernvereins, einer Zuckerfabrik und einer Molkerei. Außerdem übernahm er das Amt des Rechners bei einer Spar- und Darlehnskasse in Hagel und das eines landwirtschaftlichen Taxators.
Politisch begann Strzoda sich während des Kaiserreiches in der katholischen Zentrumspartei zu engagieren, in der er dem polnischen Parteiflügel angehörte. 1894 zog er erstmals in den Berliner Reichstag, dem er ohne Unterbrechungen bis zum Zusammenbruch der Monarchie im November 1918 als Vertreter des Wahlkreises Oppeln 10 (Neustadt in Oberschlesien) angehörte. Daneben war Strzoda von 1899 bis 1908 Mitglied des Preußischen Abgeordnetenhauses.
Im Januar 1919 wurde Strzoda in die Weimarer Nationalversammlung gewählt, der er bis zum Zusammentritt des ersten Reichstags der Weimarer Republik im Juni 1920 als Vertreter des Wahlkreises 10 (Oppeln) angehörte. Anschließend zog er sich ins Privatleben zurück.